# Хоакин Кортес
Вижте пояснителната страница за други личности с името Хоакин.
Хоакин Кортес (на испански: Joaquín Cortés; роден Joaquín Pedraja Reyes) е испански танцьор на фламенко от цигански произход.

## Биография
Той е роден в Кордоба през 1969 г. След като се премества да живее със семейството си в Мадрид, започва да се учи да танцува фламенко на 12-годишна възраст. Три години по-късно вече е приет в Националния балет на Испания, където става солист. С тази трупа е участвал в спектакли на много световни сцени като Метрополитън опера в Ню Йорк и Кремълския дворец на конгресите. През 1999 г. той танцува на церемонията по раздаването на филмовите награди „Оскар“.
Името на Хоакин Кортес бе замесено в скандал с българския наблюдател в Европейския парламент (ЕП) Атанас Папаризов от помощника на холандската евродепутатка от групата на зелените Елс де Гроен – Мартин Демировски (македонски гражданин от циганския етнос). Поводът бе предстоящ спектакъл на танцьора и неговата трупа в ЕП в Брюксел.